# دخانية ألبية
دخانية ألبية أو دخانية بافلاغونية نويع ألبي (الاسم العلمي: Fumana paphlagonica subsp. alpina) هي نويع نباتي يتبع جنس الدخانية من الفصيلة القريضية.